# Barneveld (New York)
Pour les articles homonymes, voir Barneveld (homonymie).
Barneveld est une census-designated place du comté d'Oneida, dans l'État de New York, aux États-Unis,. En 2020, elle compte une population de 272 habitants.